# 達磨寺 (奈良県王寺町)
達磨寺（だるまじ）は、奈良県北葛城郡王寺町にある臨済宗南禅寺派の寺院。山号は片岡山。本尊は千手観音、達磨大師像、聖徳太子像。

## 歴史
この寺の創建については、推古天皇21年（613年）の冬、聖徳太子が片岡山で飢えていた異人に衣食を施したという片岡山飢人伝説にからめて語られる。
片岡山飢人伝説とは、『日本書紀』の推古天皇21年（613年）12月条や『元亨釈書』に見える次のような話である。聖徳太子こと厩戸皇子が片岡山を通りかかったところ、飢えて瀕死の異人に出会った。太子はその異人に当座の寒さと飢えをしのぐため、食物と自分の衣服とを与えた。翌日、使いをやって異人の様子を見に行かせたところすでに息絶えていたので、丁重に葬った。それからしばらくして墓の様子を見に行かせると、死体は消えており、衣服だけがきちんとたたまれて棺の上に置かれていた。これを知った里人は、あの異人は達磨大師の生まれ変わりに相違ないといい、聖徳太子が自ら刻んだ達磨像を祀ったのが達磨寺の始まりであるという。
寺院としての形態が整うのは鎌倉時代以後と思われる。建久年間（1190年 - 1198年）に解脱上人貞慶によって達磨像や堂が修理され、達磨寺と称するようになった。嘉禄年間（1225年 - 1228年）には興福寺によって焼き討ちされて衰亡するが、延応年間（1239年 - 1240年）に松尾の勝月上人によって再興される。永享年間（1429年 - 1441年）には建仁寺の南峯禅師が住持として入り、山名時熙、足利義満、足利義持、足利義教などから援助を得ている。
永禄年間（1558年 - 1570年）には松永久秀によって焼かれてまたも衰亡したが、正親町天皇の綸旨や豊臣秀頼の支援があり、再興している。江戸時代には徳川家康から30石の朱印地の安堵がなされている。
1928年（昭和3年）4月6日、久邇宮邦彦王が御成。
2004年（平成16年）には新たな本堂が建てられている。

## 境内
- 本堂 - 2004年（平成16年）再建。
- 鐘楼 - 1891年（明治24年）再建。
- 薬師石

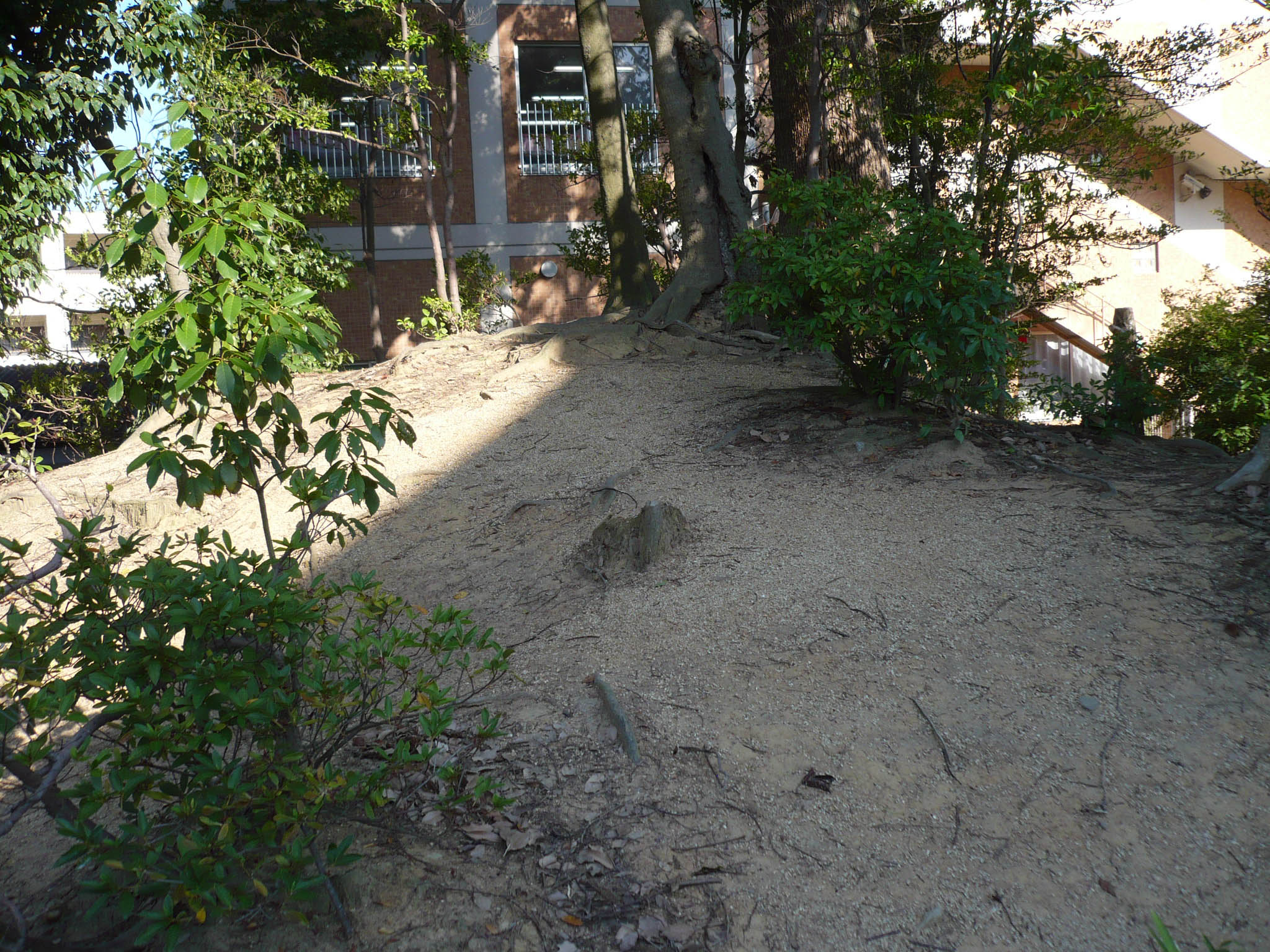
達磨寺2号墳

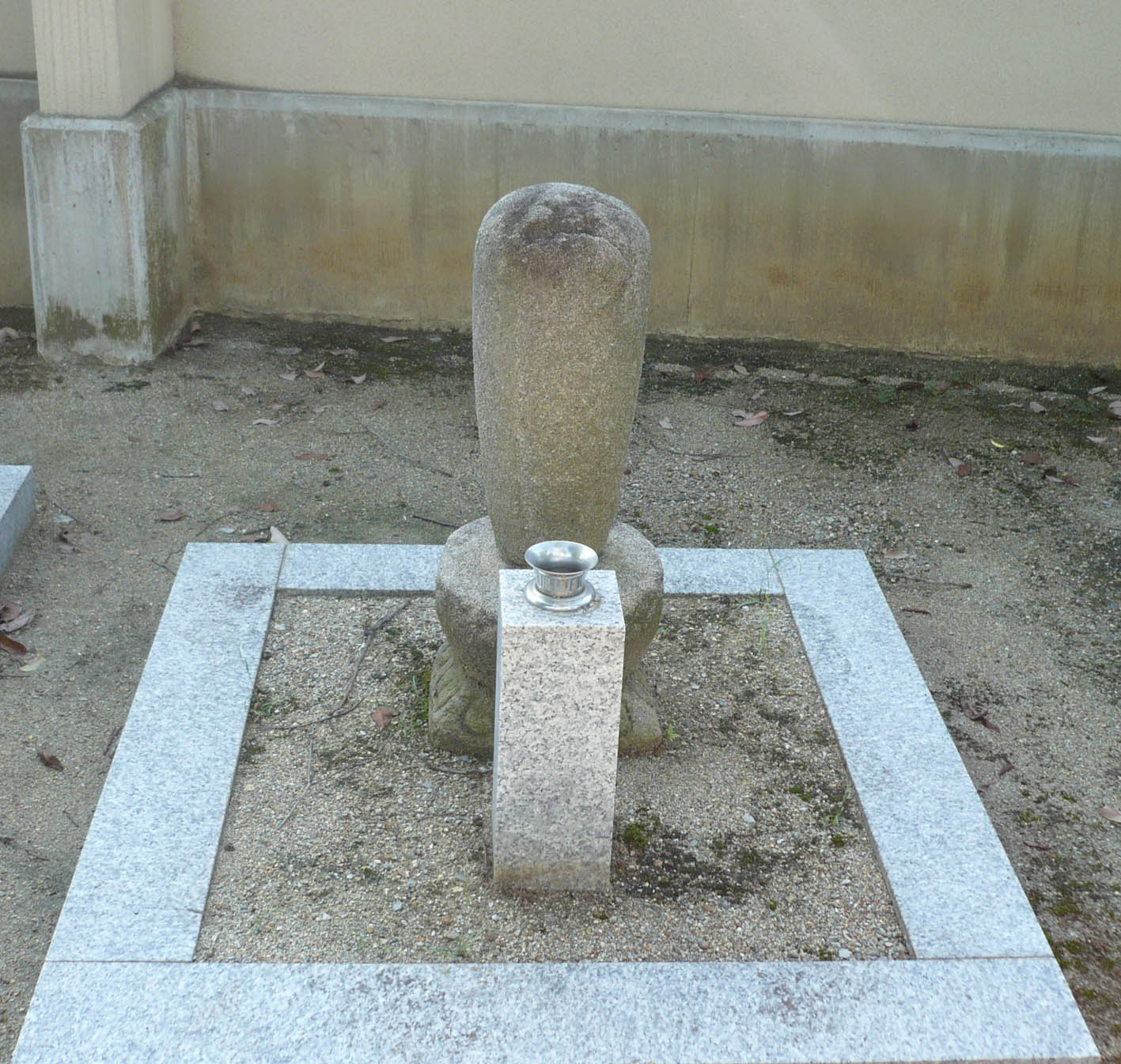
松永久秀の墓

- 問答石 - 達磨石と太子石があり、推古天皇21年（613年）に達磨大師と聖徳太子がそれぞれ石に座り、歌を詠み交わしたという。
- 雪丸像（王寺町指定有形文化財） - 聖徳太子の愛犬「雪丸」の像。「雪丸」は人の言葉を理解し、お経を読むことができたという。
- 片岡春利の墓 - 片岡春利は筒井順慶の妹婿。
- 松永久秀の墓 - 天正5年（1577年）10月の信貴山城の戦いで自害し、当寺に葬られた。
- 九重達磨石塔
- 達磨寺中興記石幢（重要文化財） - 本堂背後に立つ高さ185センチメートルの八角石柱。文安5年（1448年）建立。各面に達磨寺の由緒が刻まれている。
- 達磨寺1号墳 - 6世紀頃築造の古墳。雪丸の墓とされており、雪丸塚ともいう。かつて雪丸像はこの古墳の上に立っていた。石室には地下道があり、法隆寺と繋がっているという。
- 達磨寺2号墳 - 6世紀頃築造の古墳。
- 達磨寺3号墳 - 6世紀頃築造の古墳。この上に本堂が建てられている。平安時代には聖徳太子ゆかりの達磨大師の塚であると信じられていたようである。
- 西門
- ゆるキャラ雪丸像 - 王寺町のマスコットキャラクター「雪丸」の像。モデルは「雪丸」である。
- 庫裏
- 方丈（奈良県指定有形文化財） - 寛文7年（1667年）建立。西面は入母屋造、東面は切妻造になっている珍しい建物である。
- 庭園「亀集庭」
- 山門（南門）
- 片岡の里保育園

## 文化財

### 重要文化財
- 絹本着色涅槃図
- 木造聖徳太子坐像 - 建治3年（1277年）作。
- 木造達磨坐像 - 永享2年（1430年）作。水墨画家として著名な周文が彩色を担当している。
- 達磨寺中興記石幢 附：石碑（嘉吉2年（1442年）銘）、青磁香炉、大甕2口 - 文安5年（1448年）建立。附指定の3点は2000年（平成12年）に本堂改築工事に伴い石幢を移動した際、地下から検出されたもの。

### 奈良県指定有形文化財
- 方丈
- 達磨寺出土石塔及び舎利容器 - 鎌倉時代。2002年（平成14年）に本堂の建て替えにともなう発掘調査を行った際に出土。石製宝篋印塔が本堂基壇の下の小石室に入っていた。その石製宝篋印塔の中には、土師質の合子が入っており、さらにその中には水晶製五輪塔型舎利容器が入っていた。さらにその舎利容器の中には、非常に小型の石英片岩の舎利が入っているという何重もの入れ子構造をとっていた。13世紀前半に達磨寺3号墳が整備され、寺院として開基するときに納められたと考えられている。

### 奈良県指定史跡
- 達磨寺石塔埋納遺構

### 王寺町指定有形文化財
- 木造千手観音像 - 室町時代作。
- 石造雪丸像 - 江戸時代後期作。
- 達磨寺旧本堂瓦製露盤 - 元禄5年（1692年）作。
- 聖徳太子御絵指示 - 鎌倉時代末期作。

## 前後の札所
聖徳太子霊跡
18 成福寺（廃寺）　-　19 達磨寺　-　20 朝護孫子寺

## 交通アクセス
- 電車でのアクセス
  - JR 大和路線 王寺駅 → 奈良交通バス 張井下車
- 車でのアクセス
  - 西名阪自動車道 香芝IC 国道168号
  - 参拝者用の無料駐車場有